# لخبة مزخرفة
اللخبة المزخرفة (الاسم العلمي:Livistona decora) هي نوع من النباتات تتبع جنس اللخب من الفصيلة الفوفلية.